# Trois Tahitiennes sur fond jaune
Trois femmes tahitiennes sur fond jaune est un tableau de l'artiste postimpressionniste français Paul Gauguin conservé au musée de l'Ermitage à Saint-Pétersbourg. Réalisé en 1899, il fait partie du cycle tahitien de l'artiste. 

## Description
Le tableau contient trois figures féminines tahitiennes se tenant debout ; deux d'entre elles se tiennent face au spectateur, l'une lui tourne le dos. Les Tahitiennes les plus éloignées se détournent du centre. En bas à droite on trouve la signature de l'artiste et la date : Paul Gauguin 99.
Comme il ressort de la signature de l'auteur, le tableau a été peint en 1899. Puis Gauguin l'envoya à son ami D. Monfreid, de qui il entra dans la galerie Ambroise Vollard le 17 octobre 1900. Dans sa lettre d'accompagnement, Gauguin décrit le tableau : « Trois femmes debout sur un fond jaune d'or rehaussé de vert ». Le 28 octobre 1904, le tableau fut acheté par Gertrude Stein, mais le 21 janvier 1907, à la suite d'un échange, il se retrouva à nouveau chez Vollard, où le 13 mai 1910, il fut acheté par l'industriel et collectionneur moscovite Ivan Morozov pour 10 000 francs. Après la Révolution d'Octobre, la collection de Morozov fut nationalisée et, depuis 1923, le tableau se trouvait au Musée national d'Art occidental de Moscou. En 1934, le tableau fut transféré à l'Ermitage. Depuis fin 2014, la toile est exposée au quatrième étage du palais de l'état-major, salle 413. 

## Œuvres semblables
Le tableau est un développement ultérieur du motif du tableau « Pastorale tahitienne (Faa Iheine) » (1898, Tate Gallery, Londres) : sur le côté gauche de cette œuvre, il y a aussi un groupe de trois femmes, et l'une d'elles correspond presque entièrement au personnage central du tableau de l'Ermitage, n'en différant que par le tour de tête et le fait qu'elle tienne dans ses mains un bouquet de fleurs blanches. Le groupe féminin du tableau de Londres est répété presque textuellement dans le tableau « Collecte de fruits (Ruperupe) » (1899, Musée Pouchkine, Moscou) - la figure la plus à gauche est également très proche de celle centrale de l'Ermitage. Et enfin, elle est le personnage principal du tableau « Le Mois de Marie (Te avae no Maria) » (1899, Ermitage, Saint-Pétersbourg). De plus, les toiles de Londres, de Moscou et de Saint-Pétersbourg sont également unies par un fond jaune prédominant.

## Littérature
- Барская А. Г., Костеневич, А. Г. Французская живопись. Вторая половина XIX — XX век. Каталог (Государственный Эрмитаж. Собрание западноевропейской живописи). — Л.: Искусство, 1991. — 473 с.
- Братья Морозовы. Великие русские коллекционеры: каталог выставки / Государственный Эрмитаж; Государственный музей изобразительных искусств имени А. С. Пушкина. — СПб.: Изд-во Гос. Эрмитажа, 2019. — 368 с. —  (ISBN 978-5-93572-861-8).
- Wildenstein G. Gauguin. I. Catalogue. — Paris, 1964. — 283 p.

## Source de traduction
- (ru) Cet article est partiellement ou en totalité issu de l’article de Wikipédia en russe intitulé « Три таитянки на жёлтом фоне » (voir la liste des auteurs).